# Международное право в области прав человека
Междунаро́дное пра́во в о́бласти прав челове́ка — совокупность принципов и норм, регулирующих международную защиту прав и основных свобод индивидов и представляющих собой международные стандарты в области прав человека для национального права. Международное право в области прав человека является отраслью международного публичного права. Основа — договоры системы ООН, а также региональных организаций (основные — в системах Совета Европы, Африканского Союза и Организации американских государств). Международное право в области прав человека тесно связано с такими отраслями международного права как право беженцев и международное гуманитарное право.

## История
До Первой мировой войны отдельные вопросы прав человека (главным образом — прав религиозных меньшинств) включались в двусторонние и многосторонние договоры.
Ряд договоров, посвященных отдельным вопросам прав человека, был принят при участии Лиги Наций — Договоры о меньшинствах, а также действующие до сих пор Конвенция о рабстве и ряд конвенций Международной организации труда (основанной при Лиге).
В июне 1945 года был подписан Устав ООН, первая статья которого объявила осуществление международного сотрудничества «в поощрении и развитии уважения к правам человека» одной из целей организации. В апреле 1948 г. Организация американских государств приняла Американскую декларацию прав и обязанностей человека.

## Всеобщая декларация прав человека
Всеобщая декларация прав человека 1948 года, хотя и закрепляет основные права и свободы личности, не является обязательным к исполнению международно-правовым документом. Вместе с тем, некоторые юристы рассматривают положения ВДПЧ как источник обычных норм международного права.
Всеобщая декларация прав человека была принята на третьей сессии Генеральной Ассамблеи ООН резолюцией 217 А (III) (Международный пакт о правах человека) от 10 декабря 1948 года. Декларация определяет базовые права человека.
Декларация имеет только статус рекомендации, но на её основании были приняты два обязательных документа для участников договора: Международный пакт о гражданских и политических правах и Международный пакт об экономических, социальных и культурных правах. Отдельные положения декларации, такие как запрет пыток и рабства, являются обязательными как императивная норма; в отдельных странах Декларация признается частично.

## Пакты о правах
Оба пакта и первый факультативный протокол к МПГПП были приняты в 1966 году, а в 1976 году вступили в силу. Для МПЭСКП характерны более мягкие формулировки, чем для МПГПП, в частности — принцип «прогрессивной реализации» прав. Второй факультативный протокол к МПГПП, ограничивающий смертную казнь, был принят в 1989 г. и вступил в силу в 1992 г. Факультативный протокол к МПЭСКП (учреждающий механизм рассмотрения жалоб, аналогичный первому протоколу к МПГПП) принят в 2008 г. и вступил в силу в 2013 г. Пакты, наряду с факультативными протоколами к ним и ВДПЧ, составляют так называемый Международный билль о правах человека.

## Договоры ООН по правам человека
Основные договоры:
- Международная конвенция о ликвидации всех форм расовой дискриминации (1965, в силе с 1969 г.)
- Конвенция о ликвидации всех форм дискриминации в отношении женщин (1979, в силе с 1981 г., есть факультативный протокол)
- Конвенция против пыток и других жестоких, бесчеловечных или унижающих достоинство видов обращения и наказания (1984, в силе с 1987 г., есть факультативный протокол)
- Конвенция о правах ребёнка (1989, в силе с 1990 г., есть три факультативных протокола)
- Международная конвенция о защите прав всех трудящихся-мигрантов и членов их семей (1990, в силе с 2003 г.)
- Конвенция о правах инвалидов (2006, в силе с 2008 г., есть факультативный протокол)
- Международная конвенция для защиты всех лиц от насильственных исчезновений (2006, в силе с 2010 г.).

У всех упомянутых конвенций предусмотрены механизмы рассмотрения надзирающими за их выполнением комитетами заявлений о нарушениях конвенций теми странами, которые соглашаются на такое рассмотрение, сделав особое заявление или присоединившись к факультативному протоколу. Механизм рассмотрения заявлений о нарушениях конвенции о правах трудящихся-мигрантов, на ноябрь 2020 года, ещё не работает — необходимо, чтобы на рассмотрение заявлений о нарушениях согласились как минимум 10 государств.
Заявления о нарушениях могут подавать, как другие государства-участники (впервые государства этим правом воспользовались в 2018 году), так и люди, считающие себя жертвами нарушений конвенций.
Принятию большинства данных конвенций предшествовало принятие Генеральной Ассамблеей ООН не имеющих обязательного характера деклараций по соответствующим темам: о правах ребёнка в 1959 г., о ликвидации расовой дискриминации в 1963 году, о ликвидации дискриминации в отношении женщин в 1967 году, о защите от пыток и о правах инвалидов в 1975 году, о насильственных исчезновениях в 1992 году (по вопросам прав мигрантов до конвенции ООН был принят ряд конвенций и рекомендаций МОТ).
По состоянию на 2020 год, Совет ООН по правам человека разрабатывает ещё один договор о правах человека, а именно, о регулировании деятельности транснациональных корпораций и другого бизнеса.

## Региональные инструменты по правам человека
Совет Европы, Организация американских государств и Организация африканского единства (ныне Африканский союз) приняли конвенции о правах человека, создавшие механизмы рассмотрения жалоб:
- Европейская конвенция о защите прав человека и основных свобод (1950, в силе с 1953 г.)
- Европейская социальная хартия (1961, в силе с 1965 г., механизм жалоб введён факультативным протоколом 1995 г., вступившим в силу в 1998 г.)

Главное отличие Европейской конвенции от иных международных договоров в области прав человека — существование реально действующего механизма защиты декларируемых прав — Европейского суда по правам человека, рассматривающего индивидуальные жалобы на нарушения конвенции и принимающего обязательные для исполнения решения.
Членами Конвенции являются все страны Совета Европы. Новые государства-члены обязаны подписать её при вступлении в Совет Европы и ратифицировать в течение одного года. В тексте Конвенции можно выделить две части: перечень защищаемых прав и порядок деятельности Европейского суда. Протоколы № 2, 3, 5, 8, 9, 10, 11, 14бис и 14 посвящены изменениям в порядке деятельности Суда.
- Американская конвенция о правах человека (1969, в силе с 1978 г.)

Американская конвенция о правах человека или Пакт Сан-Хосе — региональная конвенция о защите прав человека (главным образом гражданских и политических), принятая в 1969 году и вступившая в силу в 1978 году. Участниками могут являться страны-члены ОАГ; на начало 2010 года в конвенции участвуют 25 из 34 членов ОАГ; ещё одна страна ранее была участницей конвенции, но денонсировала её (Тринидад и Тобаго). Конвенция состоит из 3 частей — «Обязанности государства и защищаемые права», «Средства защиты» и «Общие положения», — которые подразделяются на 11 глав.
В 1988 году принят Сан-Сальвадорский протокол, закрепляющий ряд социально-экономических прав и вступивший в силу в 1999 году. В нём на начало 2010 года участвуют 14 стран. В 1990 году принят Протокол об отмене смертной казни, допускающий оговорки о сохранении смертной казни в военное время. В нём на начало 2010 года участвуют 11 стран.
Заявления о нарушении Конвенции могут подаваться частными лицами или, с особого согласия ответчика, другой страной-участницей Конвенции. Заявления частных лиц сначала поступают в Межамериканскую комиссию по правам человека, которая решает вопрос об их передаче на рассмотрение учреждённым Конвенцией Межамериканским судом по правам человека.
- Африканская хартия прав человека и народов (1981, в силе с 1986 г., есть протоколы о правах женщин и об учреждении особого Суда по правам человека). Также ряд стран Западной Африки допускает рассмотрение жалоб о нарушениях в них прав человека в суде ЭКОВАС[8], жалобы на нарушения прав человека рассматривает также суд Восточноафриканского сообщества[9].

Лига арабских государств приняла хартию, не предусматривающую рассмотрения жалоб:
- Арабская хартия прав человека (2004, в силе с 2008 г.).

В сентябре 2014 года принят устав Арабского суда по правам человека, но начало его деятельности ожидается через несколько лет.
СНГ приняло конвенцию о правах человека, не предусматривающую expressis verbis рассмотрения жалоб, и являющееся её частью Положение о Комиссии по правам человека СНГ, предусматривающее возможность рассмотрения комиссией обращений любых лиц и НПО «по вопросам, связанными с нарушениями прав человека любой из Сторон и входящим в компетенцию Комиссии, в соответствии со своими правилами процедуры», однако комиссия пока что не начала работу.
- Конвенция СНГ о правах и основных свободах человека[11] (1995, в силе с 1998 г.).

Организация Исламская конференция в 1990 году приняла Каирскую декларацию о правах человека в исламе, АСЕАН в 2012 г. — Декларацию АСЕАН о правах человека.

СЕ принял также ряд конвенций по отдельным вопросам прав человека, ОАГ — три конвенции о правах женщин и ряд конвенций против: дискриминации и нетерпимости в целом; расовой дискриминации; дискриминации инвалидов; пыток; и насильственных исчезновений. СНГ приняло конвенции об избирательных правах и правах лиц, принадлежащих к нацменьшинствам, ОАЕ/АС — хартию прав ребёнка. Правам человека также уделено внимание во многих документах СБСЕ/ОБСЕ, из которых наиболее широкие обязательства предусматривает Хельсинкский Заключительный акт 1975 года.
В рамках Европейских сообществ, а позднее Евросоюза, в 1989 году была принята рамочная Хартия основных прав трудящихся, на основе принципов которой затем был издан ряд директив. В 2000 году была принята Хартия основных прав (обязательна с 2009 года). В 2017 году была принята Европейская основа социальных прав.

## Международные органы по защите прав человека
- Договорные органы:
  - Европейский суд по правам человека
  - Комитет по правам человека ООН
  - Комитет по защите прав всех трудящихся-мигрантов и членов их семей
  - Комитет по экономическим, социальным и культурным правам
  - Комитет против пыток
- Тематические организации при международных организациях:
  - Совет по правам человека ООН (ранее Комиссия по правам человека ООН)
  - Управление Верховного комиссара ООН по правам человека
  - Бюро демократических институтов и прав человека (ОБСЕ)
  - Комиссар Совета Европы по правам человека